# Gustavo López
Gustavo Adrián López (13 de Abril de 1973) é um ex-futebolista argentino que atuava como meio-campista. Possui cidadania espanhola e é considerado um ídolo do Celta de Vigo, Real Zaragoza.

## Carreira

### Independiente
Chegou ao Independiente em 1990, e estreou em 1991 no Campeonato Argentino, fazendo 9 gols em 71 partidas.

### Real Zaragoza
Após sua saída do Independiente, foi negociado por US$1 milhão para o Real Zaragoza, onde fez boas partidas, inclusive marcando 2 gols na vitória por 3x2 sobre o Real Madrid em 1996

### Celta de Vigo
Chegou no Celta de Vigo em 1999, após uma conturbada saída do Zaragoza. Fez um meio de campo memorável com o brasileiro naturalizado espanhol, Everton Giovanella.

### Cadiz
Encerrou a carreira no Cadiz na temporada 2007-2008.

## Seleção Argentina
Convocado pela primeira vez em 1995, participou das Olimpíadas de 1996. Foi convocado para a Copa do Mundo de 2002.

## Títulos
Independiente
- Supercopa Libertadores : 1994, 1995
- Primera División Argentina : 1995
- Recopa Sul-Americana : 1995

Celta de vigo
- Taça Intertoto da UEFA : 2001

Seleção Argentina
- Jogos Olímpicos de Verão: medalha de prata 1996